# Leszek Jezierski
Leszek Jezierski (12. května 1929, Lublin - 12. ledna 2008, Lodž) byl polský fotbalista, útočník. Po skončení aktivní kariéry působil jako trenér. V roce 1987 byl vyhlášen polským trenérem roku.

## Fotbalová kariéra
Začínal v týmu Lublinianka Lublin. V polské nejvyšší soutěži hrál za CWKS Warszawa a ŁKS Łódź. V roce 1958 získal s ŁKS Łódź mistrovský titul a v roce 1957 vítězství v polském fotbalovém poháru. V Poháru mistrů evropských zemí nastoupil ve 2 utkáních. Kariéru zakončil v nižších soutěžích v týmech Start Łódź a Włókniarz Konstantynów Łódzki. Za polskou reprezentaci nastoupil v letech 1954-1958 v 6 utkáních.

## Ligová bilance
| Ročník                   | Zápasy | Góly | Klub               |
| ------------------------ | ------ | ---- | ------------------ |
| 1. polská liga 1946      | -      | -    | Lublinianka Lublin |
| 1. polská liga 1947      | -      | -    | Lublinianka Lublin |
| 2. polská liga 1948      | -      | -    | Lublinianka Lublin |
| 2. polská liga 1949      | -      | -    | Lublinianka Lublin |
| 1. polská liga 1950      | -      | -    | CWKS Warszawa      |
| 1. polská liga 1951      | -      | -    | ŁKS Włókniarz Łódź |
| 1. polská liga 1952      | -      | -    | ŁKS Włókniarz Łódź |
| 2. polská liga 1953      | -      | -    | ŁKS Włókniarz Łódź |
| 1. polská liga 1954      | -      | -    | ŁKS Włókniarz Łódź |
| 1. polská liga 1955      | -      | -    | ŁKS Włókniarz Łódź |
| 1. polská liga 1956      | -      | -    | ŁKS Łódź           |
| 1. polská liga 1957      | -      | -    | ŁKS Łódź           |
| 1. polská liga 1958      | -      | -    | ŁKS Łódź           |
| 1. polská liga 1959      | -      | -    | ŁKS Łódź           |
| 1. polská liga 1960      | -      | -    | ŁKS Łódź           |
| 1. polská liga 1961      | -      | -    | ŁKS Łódź           |
| 2. polská liga 1962/1963 | -      | -    | Start Łódź         |
| CELKEM 1. polská liga    | -      | -    |                    |